# Македонски буквар
„Македонски буквар“ е учебно пособие, издействано от Стоян Новакович, който е сръбски посланик в Цариград от Високата порта за сръбските училища във Вардарска Македония. Издаден е през май 1888 г. и се разпространява безплатно в Битолския и Скопския вилает, въпреки че по онова време там няма сръбски училища.
Букварът е вариант на сръбския буквар с автор професор Милойко Веселинович, който е преведен в по-голямата си част на македонски диалект.